# Rikkaboshi
Rikkaboshi (六花星?) es el sexto álbum de estudio de la banda japonesa Ayabie. Fue lanzado el 28 de noviembre de 2007 y alcanzó el puesto #65 en el Oricon Style Albums Weekly Chart.

## Lista de canciones
Todas las letras escritas por Aoi.
| CD  |                            |                  |          |  |
| N.º | Título                     | Música           | Duración |  |
| 1.  | «キリサメ»                 | Yumehito         | 1:51     |  |
| 2.  | «十六夜風»                 | Takehito         | 2:41     |  |
| 3.  | «last note»                | Intetsu          | 3:15     |  |
| 4.  | «悠久の雨、そして・・・。» | Yumehito y Kenzo | 4:38     |  |
| 5.  | «星ヶ丘»                   | Yumehito         | 4:24     |  |
| 6.  | «スリートイブ»             | Takehito         | 4:05     |  |